# Wandlitzer See
Wandlitzer See (ellerWandlitzsee) er et vandområde nord for Berlin, der blev dannet i Weichsel-istiden, på hvis sydlige og østlige breder byen Wandlitz udviklede sig. Landskabsmæssigt hører den til Wandlitz-søområde. Den direkte tilstødende del af kommunen kaldes lokalt stadig for Wandlitzsee (ligesom den tilsvarende togstation).

## Fakta
Wandlitzer See, ligger 48,6 moh. og er arealmæssigt den største sø i sødistriktet. Den har et areal er 2,15 km² og er på det dybeste punkt 24 meter.
Halvøen i sydenden af søen er det ældst befolkede område og førte til udviklingen af nutidens bycentrum Wandlitz. Kun den historiske landsby Wandlitz og bydelen Wandlitzsee ligger direkte ud til vandet. Den naturlige flora og fauna er blevet bevaret over lange strækninger, så åkander, vandaks, frøer og svaner stadig er hjemmehørende her.
Søen var tidligere kendt blandt lystfiskere for en bestand af spisefisken helt. Fordi videnskaben ikke kan forklare eksistensen af disse fisk, er der legenden "Hvordan vendace kom ind i Lake Wandlitz", hvor djævelen igen spiller en vigtig rolle. Et springvand, der er rejst foran strandrestauranten i 2000, illustrerer denne historie, som kan læses i forkortet form på en bronzeplade indlejret i jorden foran den.

## Historie

### Ejer indtil 1945
Omkring 1830 blev søen solgt fra de preussiske adelsmænds ejendomme til private, der udnyttede overfloden af fisk og søens siv. Derudover var enhver form for sport som svømning, dykning, roning eller sejlads mulig. Med væksten i udflugtstrafikken fra storbyen Berlin begyndte udflugtsbåde med motor endda at sejle på søen, som historiske postkort fra 1910 viser. Det nye bebyggelse Wandlitzsee blev skabt på den nordøstlige bred af søen som et resultat af den livlige byggeaktivitet, der begyndte i 1900. En søpromenade gav berlinerne mulighed for at slappe af, og en badeby blev også åbnet i 1923. På dette tidspunkt blev Wandlitz en kursby.
I landsbyens centrum blev der bygget et lille badeområde ved bredden af søen, som passes af foreningen Illvera, som blev stiftet i 1929.

### Wandlitzer See var offentligt ejet indtil 2003
Efter Anden Verdenskrig blev grundene langs søen eksproprieret, og vandet kom i Berlins skovvæsens besiddelse, hvor det forblev indtil det blev solgt i 2003. Da DDR blev grundlagt, var søen offentlig ejendom.
Die Wende (genforeningsprocessedn mellem Øst- og Vesttyskland) medførte også en stor forandring for Wandlitzer See: den gamle strand med det tilhørende tidligere strandkasino blev solgt for 2,5 millioner euro fuldstændig genopbygget – Badeanstalten fik blandt andet ny badebro og et moderne udspringstårn i 1998/99 – og strandkasinoet blev udlejet og åbnet under det gamle navn Strandrestaurant.

### Privatisering af søen
Genforeningsaftalen indeholdt en overførsel af ejerskab af statsejede søer til den føderale regering, og denne var forpligtet til at privatisere blandt andet omkring 300 søer i Brandenburg.

### Fund fra 2. verdenskrig
I efteråret 2018 opdagede en snorklende badegæst i det lavvandede område ved bredden, rester af ammunition fra slutningen af Anden Verdenskrig. I det tidlige forår 2019 fik et ammunitionsrydningshold til opgave at udføre den detaljerede undersøgelse og rydning, men dykkerne opdagede flere og flere genstande med deres specielle udstyr. Strandbredden kunne foreløbig ikke åbnes, ligesom dele af vandrehjemmet og en nærliggende restaurant var afspærret. Nogle fund var så ødelagte at de ikke længere kunne transporteres, så der måtte udføres undervandssprængninger. Specifikt i begyndelsen af maj 2018 var to hånd- og riffelgranater, seks riffelpatroner, en våbendel, en bazooka og flere uidentificerbare metaldele blevet fundet og sprunget. Ammunitionsholdet antog oprindeligt, at arbejdet kunne afsluttes ved starten af badesæsonen, men eksperter sagde, at den fuldstændige fjernelse ville tage indtil august 2019, da der nu skulle udføres en systematisk undersøgelse på tværs af hele søbunden. Stranden var igen tilgængelig i 2020.